# Salen Mountain
Salen Mountain är ett berg i Antarktis. Det ligger i Östantarktis. Norge gör anspråk på området. Toppen på Salen Mountain är 2 950 meter över havet.
Terrängen runt Salen Mountain är varierad. Trakten är obefolkad. Det finns inga samhällen i närheten. 